# Khamnigan mongol
Le khamnigan est une des langues mongoles parlée à l'est du lac Baïkal dans les régions des rivières Borzia et Onon sur la frontière russo-mongole où vivent encore les Khamnigan Mongols et les Khamnigan Sibériens. C'est une langue également parlée en Mandchourie à la suite de l'immigration des Bouriates vers la Chine, après la révolution d'octobre 1917.

## Origines
Le peuple Khamnigan, appelé Toungouses ou "Tungus des steppes", est bilingue par la connaissance innée qu'il a du mongol et de ses dialectes dérivés des langues toungouses. Le mot Khamnigan désigne le nom mongol des Evenkis, tandis que le langage mongol Khamnigan est une langue mongolique distincte, à ne pas à confondre avec les dialectes mongols du bourates, recensés en Mongolie et en Russie. Le Mongol utilisé dans le langage  Khamnigan, est une langue mongolique conservatrice, similaire au Mongol classique, (bien que l'harmonie des voyelles en soit été perturbé). 
Le Khamnigan Mongol n'utilise pas l'evenki, bien qu'il soit grammaticalement conjugué  au pluriel. L'evenki est une langue officiellement reconnue en Chine dans la Bannière autonome d'Evenk, et en Russie en Évenkie dans le kraï de Krasnoïarsk.

## Bilinguisme

### En Mongolie
La langue Khamnigan en Mongolie est fortement assimilé au Khalkha mongol, et même si certaines caractéristiques de Bouriatie et idiosynchratiques (par exemple le système d'humeur très particulier qui manque à Khamnigan en Chine), il ressemble globalement à un dialecte de Khalkha, et il a perdu son lexique tungusique particulier
Le khalkha (ou en cyrillique халх), était parlé à l'origine par les Khalkhas, peuple mongol qui s'est formé autour de la rivière Khalkha (également appelé qalq-a-yin γoul, Халхын гол). Le khalkha vernaculaire est le dialecte mongol  sur lequel s'appuie la norme littéraire du mongol en Mongolie.

### En Mandchourie
La particularité des 1600 Khamnigans  de la Mandchourie,  comptabilisés en Chine, est le bilinguisme. Le mongol officiel parlé en Chine).
ne doit pas être confondu avec l'evenki.
Si la plupart des Evenks sont bilingues, ils sont locuteurs de la langue officielle du pays  dans lequel ils vivent, la Russie ou la Chine. Néanmoins une seconde langue leur est autorisée, et dont l'usage est bien distinct, sans qu'il y ait un processus de créolisation. La langue evenki est une  variété des langues toungouses, au même titre que le Bouriate; un dialecte mongol Shinekhen d'Hulunbuir), ou plus rarement le yakoute (en Russie), ou le daur (en Chine).